# Kia Ray
Kia Ray — городской автомобиль, выпускаемый южнокорейской корпорацией Kia Motors с 2011 года на шасси Kia Picanto.

## История
Производство автомобиля Kia Ray началось в 2011 году. Для рынков Южной Кореи было выпущено 2500 опытных экземпляров. Серийно автомобиль производится с 2012 года.
В мае 2013 года в Сеуле было произведено 184 электромобиля Kia Ray EV. Серийно автомобиль производится с 2014 года. Модель оснащена электродвигателем мощностью 67 л. с., включая литий-ионный аккумулятор мощностью 16,4 кВт * ч.
Также существуют модели, оснащённые бензиновыми и газомоторными двигателями внутреннего сгорания. Отделки — Deluxe, Special, Luxury и Prestige.
13 декабря 2017 года автомобиль прошёл фейслифтинг.
С 8 февраля 2022 года также производится фургон, отделки которого — Prestige и Prestige Special.

## Галерея

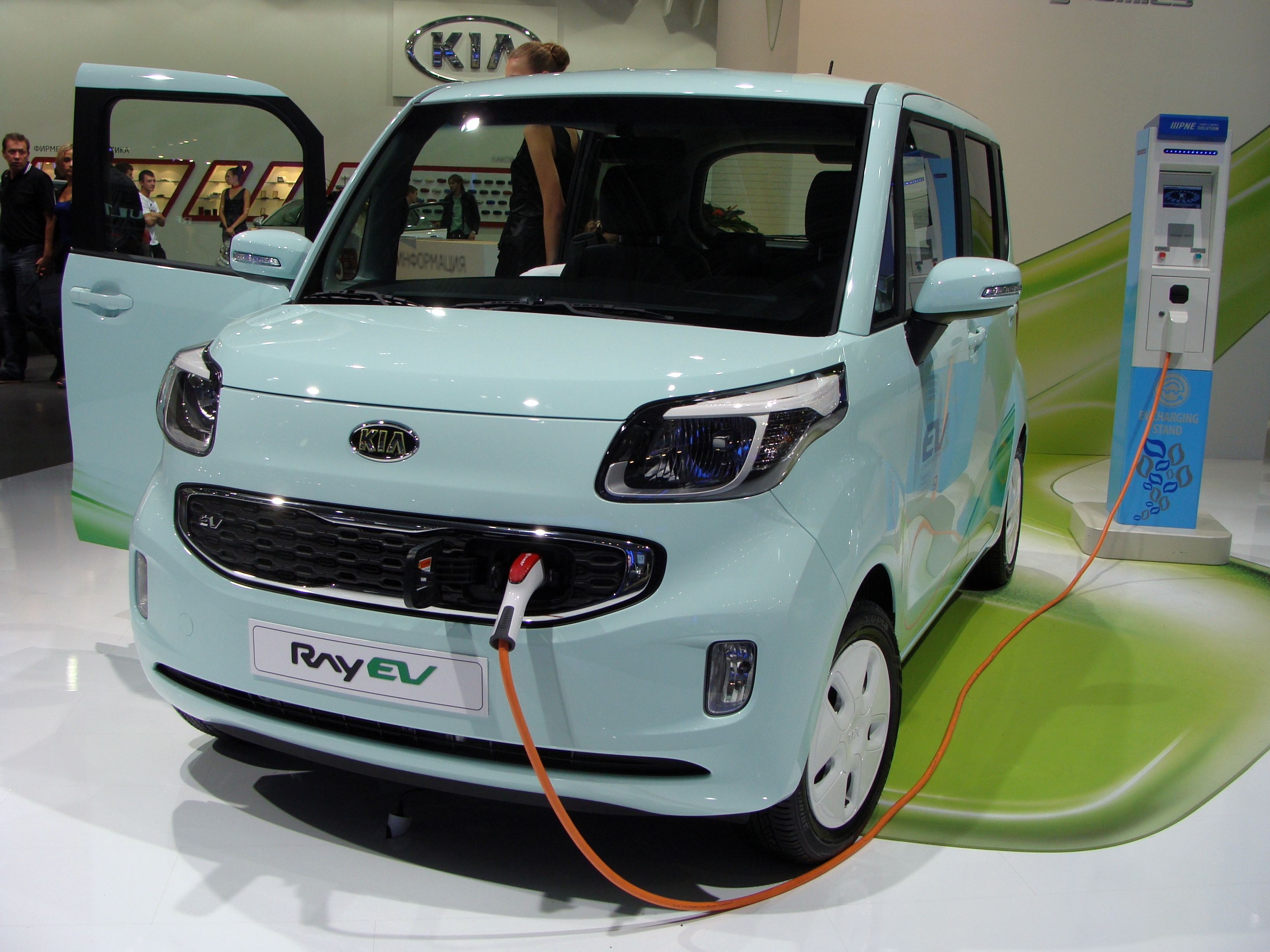
Kia Ray EV
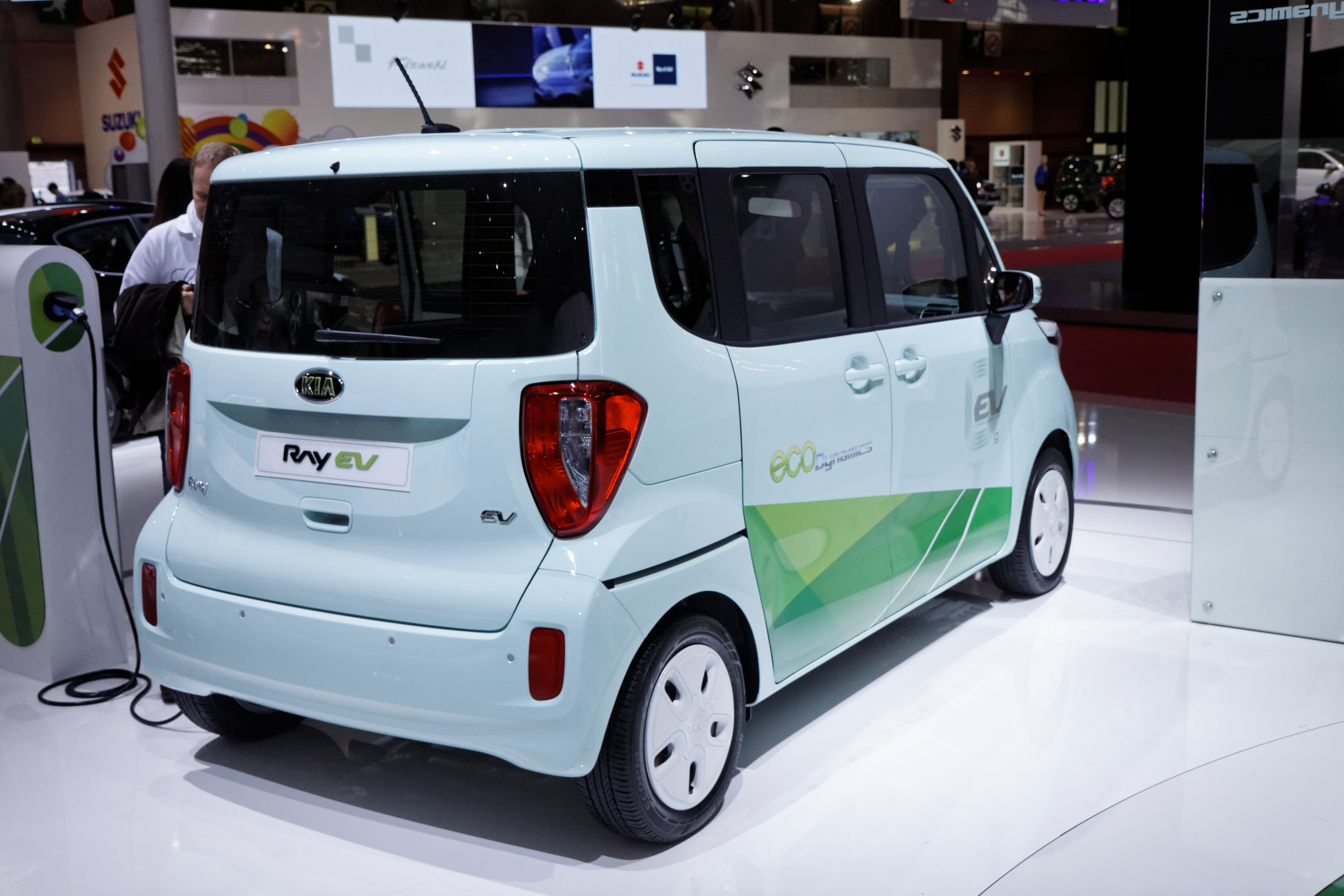
Kia Ray EV
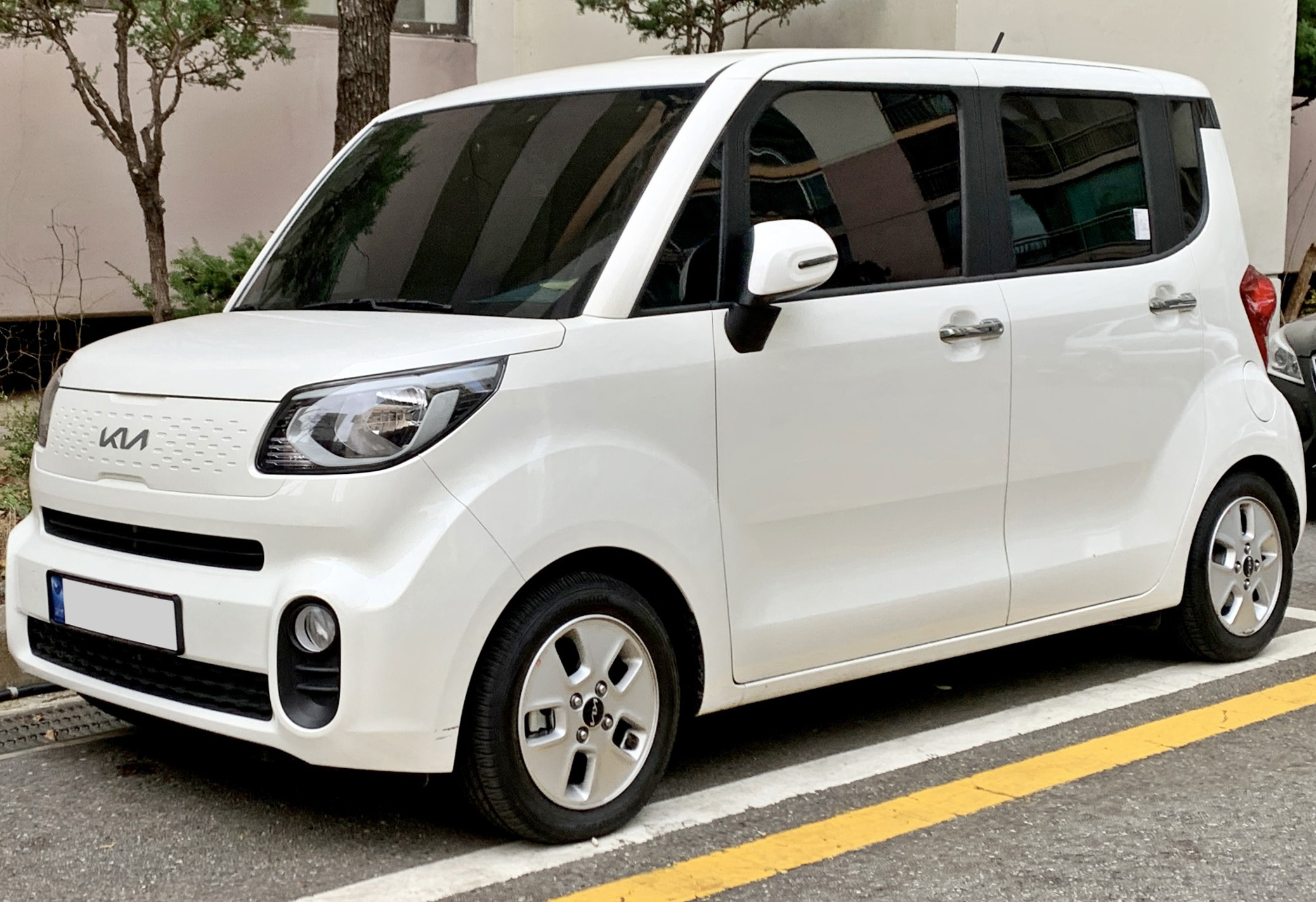
Фейслифтинг передней части
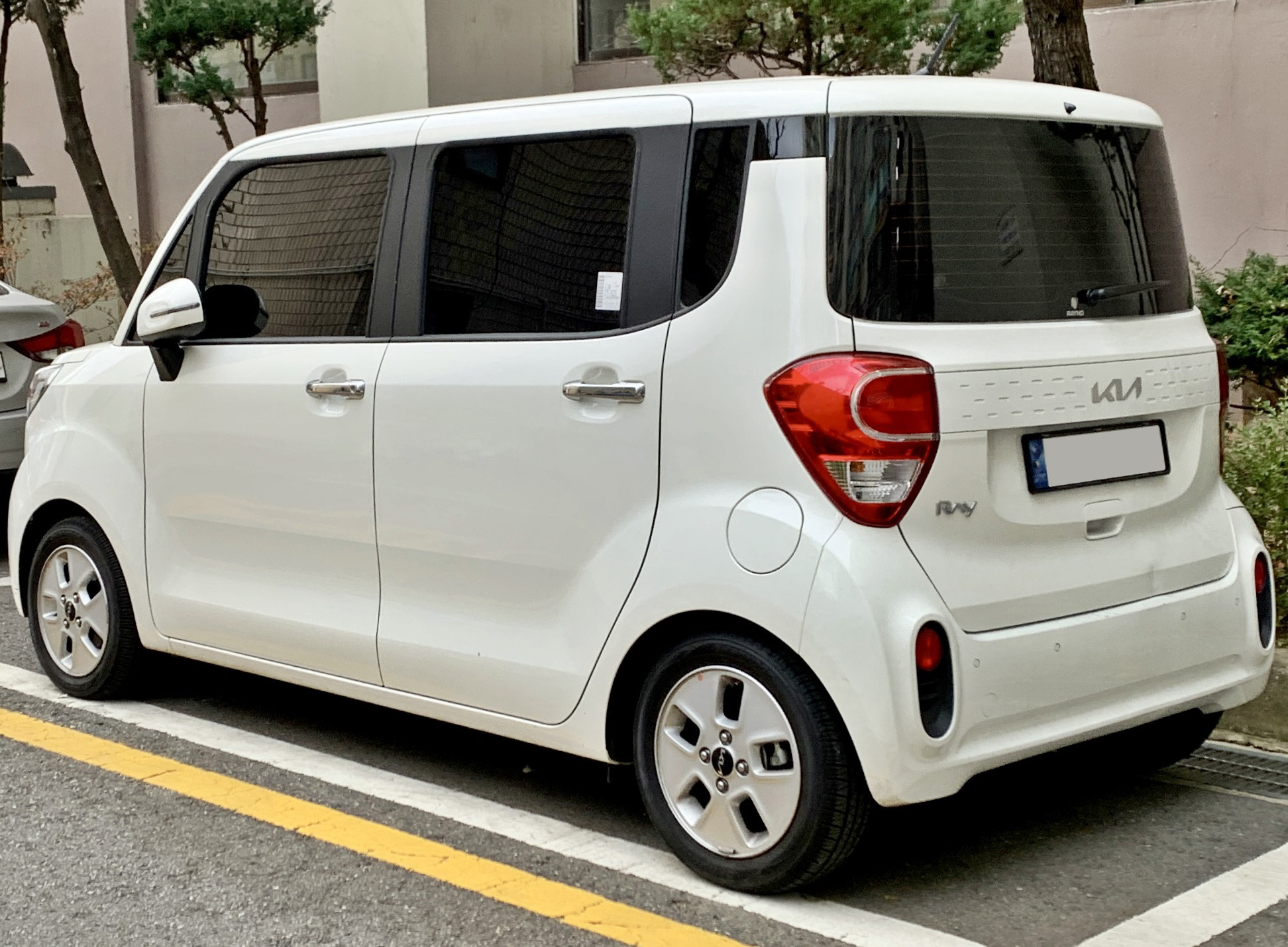
Фейслифтинг задней части
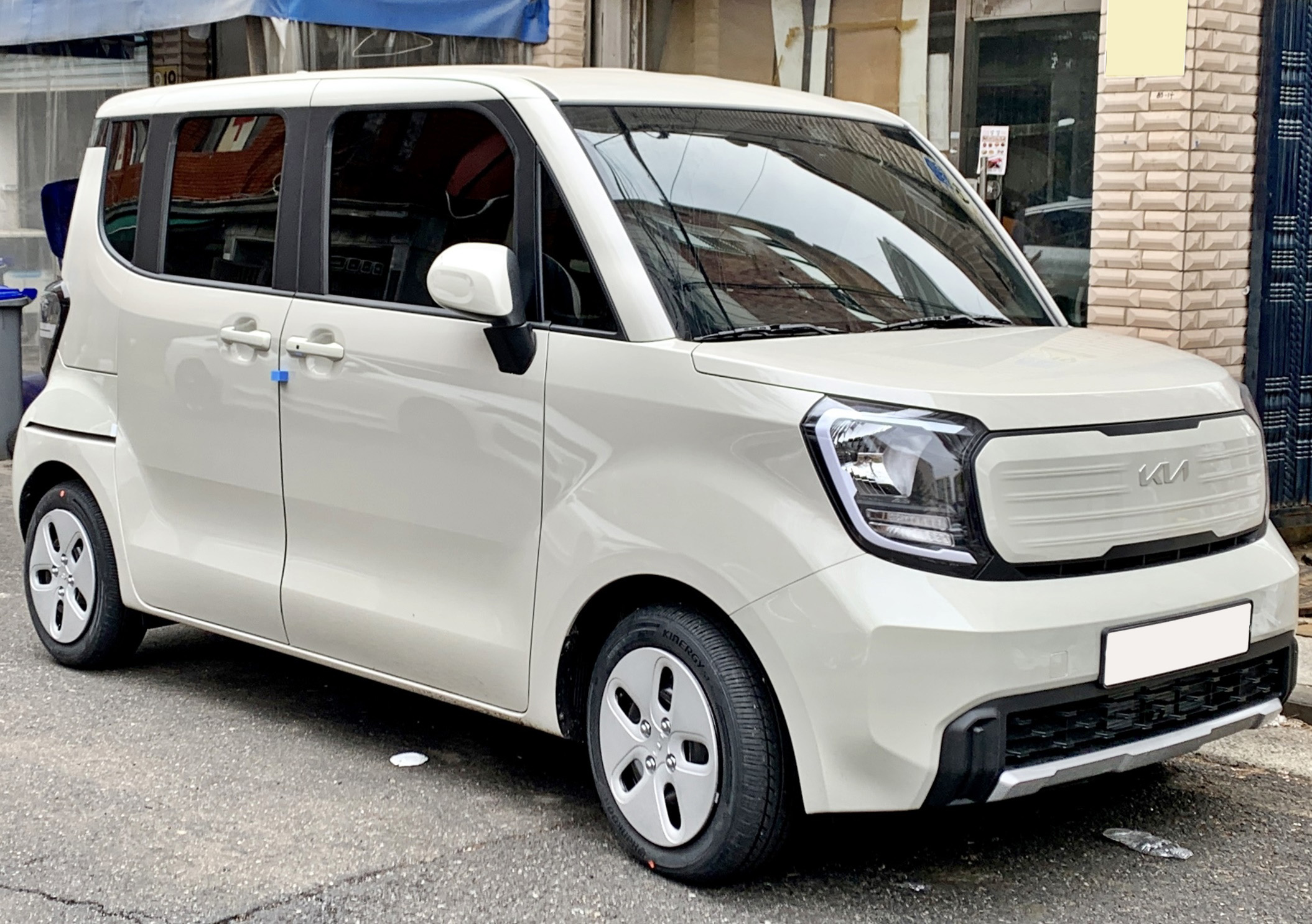
2-й этап пластической хирургии лица
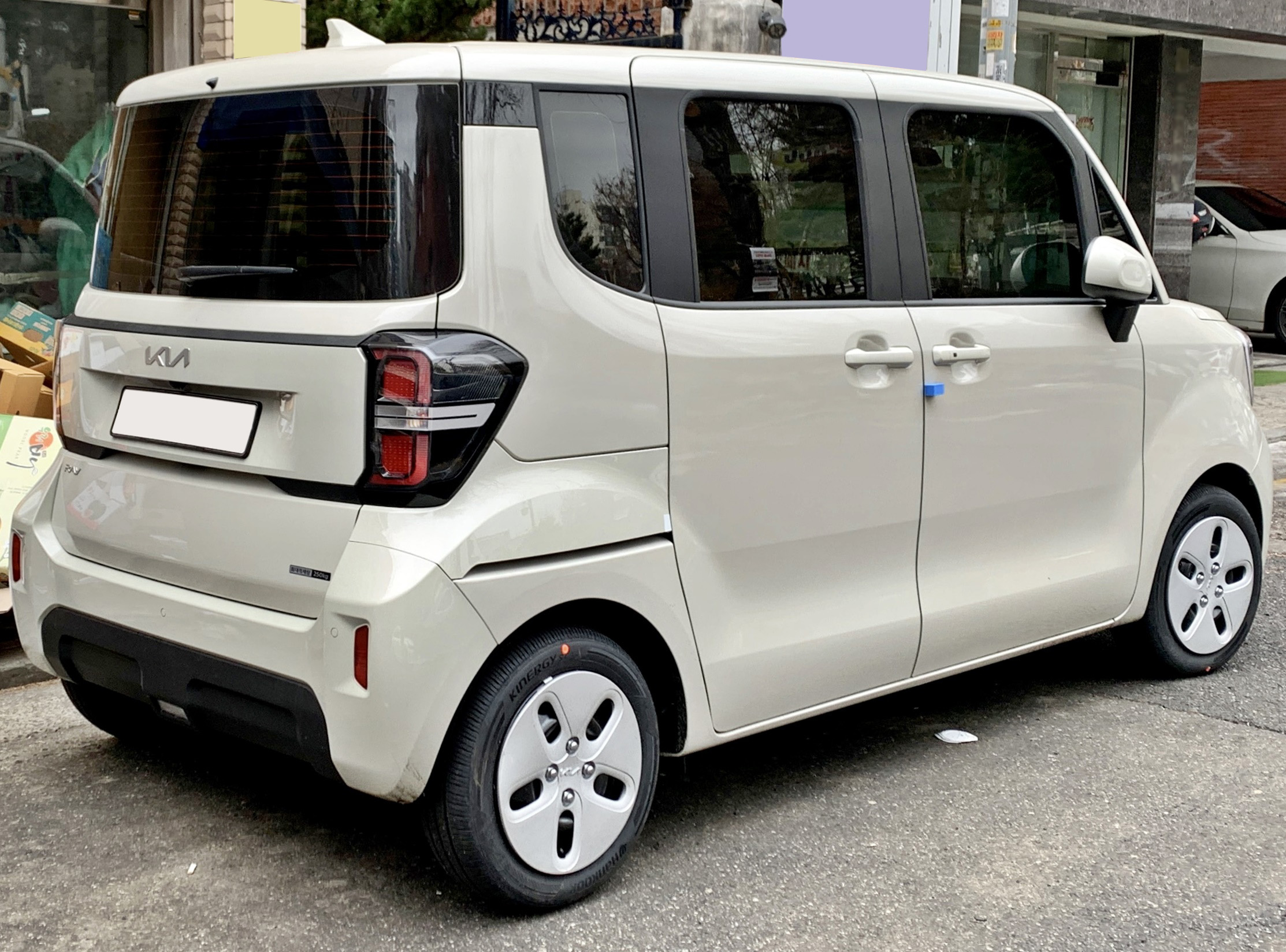
2-й этап пластической хирургии лица